# William Hunt Painter
William Hunt Painter (16 de juliol de 1835 - 12 d'octubre de 1910) va ser un botànic que va fer una significant contribució a la ciència de la flora vascular de Derbyshire. Era un entusiasta col·leccionista d'espècies de plantes, i era membre del Botanical Exchange Club. El 1889 va publicar el primer treball sobre la flora de Derbyshire.

## Biografia
William Hunt Painter va néixer a Aston, prop de Birmingham, el 16 de juliol del 1835. Fou el primer dels cinc fills de William i Sarah. De jove treballà com a banquer, fins que va decidir entrar a l'Església d'Anglaterra.
 El 1861 vivia a Chelsea, on era un assistent de pregàries. Painter va anar a l'Islington Missionary College, on esperava poder anar a l'estranger amb la Church Mission Society, però va acabar de coadjutor a Barbon, a la regió de Westmoreland. Va ser allí on va conèixer el reverend Robert Mood, qui el va introduir a la botànica.
El 1865, Painter va esdevenir coadjutor a High Wycombe, on va conèixer James Britten, que ja havia publicat el seu primer article i estava treballant en l'herbari dels Kew Gardens. Tot i les creences catòliques emergents de Britten, els dos caminaven i conversaven junts del seu interès comú, la botànica. Painter es va casar amb Jane Stamps el 1871. El 1881 ell i la seva dona vivien a Bedminster, a la regió de Somerset, on ell treballava de coadjutor.

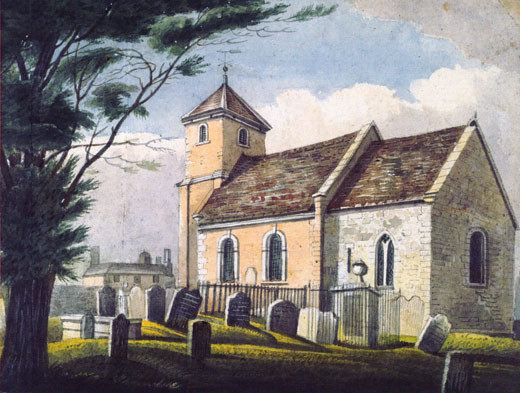
Església de Sant Jaume a Stirchley, ca. 1850

Painter va fer un treball molt útil amb la flora de Derbyshire; va publicar un article el 1881, amb notes suplementàries afegides el 1889, que més tard formaren les bases de Contribucions a la flora de Derbyshire, que fou revisat pel briòleg James Eustace Bagnall. Painter va publicar un suplement del seu treball a The Naturalist, la qual cosa indica que volia millorar el seu treball. Bagnall era un expert reconegut en molses i publicà una obra similar a la de Painter, Flora de Warkickshire.
El 1891, Painter era coadjutor a Biddulph, a Staffordshire. Llavors, el 1894, va ser nomenat rector de Stirchley, a Shropshire. La rectoria va ser modernitzada per ell, però la seva estança allí es recorda pel manteniment que va dur a terme a l'església i els edificis.
Mentre s'estava a Falmouth durant la primavera del 1898, Painter va començar l'estudi de molses: des d'aquell moment van esdevenir el centre del seu interès. Viatjant i intercanviant espècimens va poder escriure articles sobre les molses de Derbyshire, Brecon, Falmouth i Cardiganshire. Painter es va quedar a Stirchley fins al 1909, quan va presentar els seus espècimens botànics i geològics al University College, Aberystwyth abans de jubilar-se a Shrewsbury. Va morir l'any següent i va ser enterrat a la seva església de Stirchley. A la seva mort, l'English Churchman va dir: "l'Església d'Anglaterra ha perdut un ministre devot i fidel que sempre es preocupava del manteniment dels seus principis protestants".

## Fumaria painteri
Painter era un col·leccionista entusiasta i membre del Botanical Exchange Club. Hi ha poques plantes que només es puguin trobar al Regne Unit: una d'elles és Fumaria painteri. Aquesta flor només s'ha trobat dues vegades, el 1905 i el 1907, i en ambdós casos fou trobada per Painter. Una cerca del 2006 va determinar que una nova espècia havia estat trobada el 2006, però els experts no es van posar d'acord en la seva identificació; plantes que coincideixin amb la descripció de Fumaria painteri no són pas rares, ja que surten naturalment com a híbrids, però la qüestió és si les versions descobertes són fèrtils o simplement un altre híbrid estèril.